# Contrat de mandat en France
 (septembre 2018).
Si vous disposez d'ouvrages ou d'articles de référence ou si vous connaissez des sites web de qualité traitant du thème abordé ici, merci de compléter l'article en donnant les références utiles à sa vérifiabilité et en les liant à la section « Notes et références ».
Pour les articles homonymes, voir Mandat.
En droit français, le mandat est un contrat prévu par l'article 1984 du Code civil, par lequel une personne, le mandant, donne à une autre personne, le mandataire, le pouvoir de faire un ou des actes juridiques en son nom et pour son compte.
La principale caractéristique du contrat de mandat est que le mandataire doit exercer sa mission en toute indépendance. Il existe un certain risque de requalification du contrat de mandat en contrat de travail dès lors qu'il existe un lien de subordination. La rédaction du contrat doit à ce titre être claire et précise eu égard à la portée de la maxime juridique : interpretatio cessat in claris.

## Types de mandats
- Gratuit ou onéreux : si le contrat peut être à titre gratuit, le plus souvent il est effectué en réalité à titre onéreux. Il en résulte notamment que la mise en cause de la responsabilité du mandataire diffère, qu'elle soit entre un mandataire professionnel ou non professionnel.
- Général ou spécial :
  - mandat spécial : mandat confié pour une mission déterminée ;
  - mandat général : le mandataire est habilité, mais seulement sous certaines réserves à faire un grand nombre d'actes juridiques.

## Obligations des parties
- Le mandant a l'obligation de respecter les termes du contrat si une rémunération a été prévue, il doit également rembourser les frais avancés et indemniser les pertes.
- Le mandataire pour sa part doit respecter la mission qui lui a été confiée et rendre des comptes au mandant. Il a également un devoir de renseignement et de conseil à l'égard du mandant.

La responsabilité du mandataire peut être engagée, en raison de ses fautes mais il faut distinguer selon que sa mission est constitutive d'une obligation de moyens ou une obligation de résultat.

## Effet à l'égard des tiers
Ceux qui sont amenés à traiter avec un mandataire doivent vérifier si le mandataire a agi conformément aux pouvoirs qui lui ont été donnés. Le mandant n'est pas en principe tenu des actes qui n'entrent pas dans la mission qu'il a confiée. Dans une telle hypothèse, à défaut de ratification par le mandant, c’est-à-dire de son acceptation de ce que le mandataire a fait pour son compte, la seule façon de lui imposer l'acte du mandataire est d'invoquer la théorie de l'apparence.

## Fin du mandat
Le contrat de mandat peut prendre fin de quatre façons différentes :
- Par la révocation de la part du mandant :

Selon l’article 2004 du Code civil : « Le mandant peut révoquer sa procuration quand bon lui semble et contraindre, s'il y a lieu, le mandataire à lui remettre soit l'écrit sous seing privé qui la contient, soit l'original de la procuration, si elle a été délivrée en brevet, soit l'expédition, s'il en a été gardé minute. ».
Ce droit de révocation est une protection essentielle pour le mandant.
Des règles spécifiques posées par l’Autorité régulatrice prévoient que la dénonciation du contrat s’effectue par lettre recommandée avec demande d’avis de réception. La dénonciation à l’initiative du mandant prend effet dès réception de cette lettre par le mandataire. Celui-ci cesse donc d’être habilité à prendre l’initiative de nouvelles opérations.
L’article 2006 du Code Civil dispose également que : « La constitution d'un nouveau mandataire pour la même affaire vaut révocation du premier, à compter du jour où elle a été notifiée à celui-ci. ».
- Par la renonciation du mandataire au mandat :

Le contrat de mandat peut prendre fin selon la volonté du mandataire de renoncer à ce mandat comme l’indique l’article 2007 du Code Civil : « Le mandataire peut renoncer au mandat, en notifiant au mandant sa renonciation.
Néanmoins, si cette renonciation préjudicie au mandant il devra en être indemnisé par le mandataire, à moins que celui-ci ne se trouve dans l'impossibilité de continuer le mandat sans en éprouver lui-même un préjudice considérable. »
En effet, si le mandataire n’a plus la possibilité, ou la volonté de continuer le contrat, il doit en informer le mandant, et la résiliation du contrat prend fin.
- Par la mort, la tutelle des majeurs ou la déconfiture, soit du mandant, soit du mandataire,

- Par la fin de la durée du mandat prévue dans le contrat.

Le mandat, notamment lorsqu'il est spécial, prend fin lorsque l'objet pour lequel il avait été confié a été réalisé.